# Gran Premio de Alemania de Motociclismo de 1952
El Gran Premio de Alemania de Motociclismo de 1952 fue la quinta prueba de la temporada 1952 del Campeonato Mundial de Motociclismo. El Gran Premio se disputó el 20 de julio de 1952 en el Circuito de Solitude.

## Resultados 500cc
Sin los lesionados Geoff Duke y Ray Amm, Umberto Masetti podría haber ampliado su ventaja en el Campeonato del Mundo, pero se tuvo que retirar. Eso abrió el camino para Reg Armstrong, que no solo ganó sino que también cogió el liderato en el Mundial. Fue un final emocionante, con los pilotos de Norton Armstrong, Ken Kavanagh y Syd Lawton a un segundo de Armstrong. Les Graham quedó cuarto con la MV Agusta 500 4C, pero estaba más de medio minuto por detrás. Auguste Goffin acababa de perder los puntos en su Gran Premio de su casa, pero en Alemania terminó quinto. Hans Baltisberger anotó el primer punto del Mundial para BMW en una clase en solitario.
| Pos.    | Piloto            | Equipo    | Tiempo/Retirado | Puntos |
| ------- | ----------------- | --------- | --------------- | ------ |
| 1       | Reg Armstrong     | Norton    | 1h 32:35.7      | 8      |
| 2       | Ken Kavanagh      | Norton    | + 0.4           | 6      |
| 3       | Syd Lawton        | Norton    | + 0.6           | 4      |
| 4       | Leslie Graham     | MV Agusta | + 38.4          | 3      |
| 5       | Auguste Goffin    | Norton    | + 4:31.8        | 2      |
| 6       | Hans Baltisberger | BMW       | + 4:42.3        | 1      |
| 7       | Tony McAlpine     | Norton    | + 5:11.1        |        |
| 8       | Karl Rührschneck  | Norton    | + 1 Vuelta      |        |
| 9       | Siegfried Fuss    | Norton    | + 1 Vuelta      |        |
| 10      | Rudolf Knees      | Norton    | + 1 Vuelta      |        |
| 11      | Siegfried Wünsche | BMW       |                 |        |
| Ret     | Rod Coleman       | AJS       | Ret             |        |
| Ret     | Ernst Hoske       | Horex     | Ret             |        |
| Ret     | Bill Lomas        | AJS       | Ret             |        |
| Ret     | Carlo Bandirola   | MV Agusta | Ret             |        |
| Ret     | William Petch     | Norton    | Ret             |        |
| Ret     | Jack Brett        | Norton    | Ret             |        |
| Ret     | Werner Gerber     | Horex     | Ret             |        |
| Ret     | Ernie Ring        | AJS       | Ret             |        |
| Ret     | Phil Heath        | Norton    | Ret             |        |
| Ret     | Gerhard Mette     | BMW       | Ret             |        |
| Ret     | Edgar Barth       | Norton    | Ret             |        |
| Ret     | Ernst Gross       | Norton    | Ret             |        |
| Ret     | Friedel Schön     | Horex     | Ret             |        |
| Ret     | Firmin Dauwe      | Norton    | Ret             |        |
| Ret     | Umberto Masetti   | Gilera    | Ret             |        |
| Fuente: |                   |           |                 |        |

## Resultados 350cc
No puedo estar presente el ganador de los cuatro anteriores Grandes Premios y ya matemáticamente campeón del mundo Geoff Duke que se había lesionado en una carrera fuera de temporada. Otro de los protagonistas del campeonato, Ray Amm, tampoco pudo estar presente por un accidente ocurrido en los entrenamientos. Así las cosas, la victoria fue así para Reg Armstrong.
| Pos. | Piloto            | Moto      | Tiempo/Retirado | Puntos |
| ---- | ----------------- | --------- | --------------- | ------ |
| 1    | Reg Armstrong     | Norton    |                 | 8      |
| 2    | Ken Kavanagh      | Norton    |                 | 6      |
| 3    | Bill Lomas        | AJS       |                 | 4      |
| 4    | Syd Lawton        | AJS       |                 | 3      |
| 5    | Ewald Kluge       | DKW       |                 | 2      |
| 6    | Ernie Ring        | AJS       |                 | 1      |
| 7    | Auguste Goffin    | Norton    |                 |        |
| 8    | Robert Zeller     | AJS       |                 |        |
| 9    | Ken Mudford       | AJS       |                 |        |
| 10   | Bill Petch        | AJS       |                 |        |
| DNS  | Ray Amm           | Norton    | DNS             |        |
| DNS  | Roland Schnell    | Horex     | DNS             |        |
| Ret  | Jack Brett        | AJS       | Ret             |        |
| Ret  | Werner Gerber     | Horex     | Ret             |        |
| Ret  | Les Graham        | Velocette | Ret             |        |
| Ret  | Siegfried Wünsche | Ret       |                 |        |

## Resultados 250cc
De los diez primeros en la categoría de 250cc, sólo Arthur Wheeler anotó un punto, por lo que no era de extrañar que los "pilotos menores" lo hicieran bien. Rudi Felgenheier ganó con el DKW RM 250 con un motor de dos tiempos y su compañero de equipo, el DKW Ewald Kluge (con 43 años), quedó cuarto.
| Pos. | Piloto             | Moto       | Tiempo/Retirado | Puntos |
| ---- | ------------------ | ---------- | --------------- | ------ |
| 1    | Rudi Felgenheier   | DKW        |                 | 8      |
| 2    | Hein Thorn-Prikker | Moto Guzzi |                 | 6      |
| 3    | Hermann Gablenz    | Horex      |                 | 4      |
| 4    | Ewald Kluge        | DKW        |                 | 3      |
| 5    | Gotthilf Gehring   | Moto Guzzi |                 | 2      |
| 6    | Arthur Wheeler     | Moto Guzzi |                 | 1      |
| 7    | Bruno Böhrer       | Parilla    |                 |        |
| 8    | Alex Mayer         | Moto Guzzi | + 1 Vuelta      |        |
| 9    | Rupert Hollaus     | Moto Guzzi | + 1 Vuelta      |        |
| 10   | Lanfranco Baviera  | Moto Guzzi | + 1 Vuelta      |        |
| DNS  | Luigi Ciai         | Benelli    | DNS             |        |
| DNS  | Otto Daiker        | NSU        | DNS             |        |
| DNS  | Giovanni Pizzioli  | Benelli    | DNS             |        |
| Ret  | Georg Braun        | Parrilla   | Ret             |        |
| Ret  | Enrico Lorenzetti  | Moto Guzzi | Ret             |        |
| Ret  | Bruno Ruffo        | Moto Guzzi | Ret             |        |
| Ret  | Les Graham         | Velocette  | Ret             |        |
| Ret  | Bill Lomas         | Velocette  | Ret             |        |
| Ret  | Siegfried Wünsche  | DKW        | Ret             |        |

## Resultados 125cc
Roberto Colombo había caído en los entrenamientos y, por lo tanto, Werner Haas le sustituyó. Haas lo aprovechó al máximo y ganó la carrera por delante de los pilotos estrella Carlo Ubbiali y Cecil Sandford, que todavía competían por el título mundial.
| Pos. | Piloto              | Moto       | Tiempo/Retirado | Puntos |
| ---- | ------------------- | ---------- | --------------- | ------ |
| 1    | Werner Haas         | NSU        |                 | 8      |
| 2    | Carlo Ubbiali       | Mondial    |                 | 6      |
| 3    | Cecil Sandford      | MV Agusta  |                 | 4      |
| 4    | Angelo Copeta       | MV Agusta  |                 | 3      |
| 5    | Hubert Luttenberger | NSU        |                 | 2      |
| 6    | Luigi Zinzani       | Morini     |                 | 1      |
| 7    | Alex Mayer          | Mondial    |                 |        |
| 8    | Rudi Meister        | Mondial    |                 |        |
| 9    | Karl Lottes         | MV Agusta  |                 |        |
| 10   | Alfonso Mila        | Montesa    |                 |        |
| 11   | Werner Funk         | MV Agusta  |                 |        |
| 12   | Otto Krebs          | MV Agusta  |                 |        |
| 13   | Gysbertus Lagervey  | Eysink     |                 |        |
| Ret  | Emilio Mendogni     | Morini     | Ret             |        |
| Ret  | Hermann Paul Müller | FB Mondial | Ret             |        |
| Ret  | Otto Daiker         | NSU        | Ret             |        |
| Ret  | Roland Felgenheier  | DKW        | Ret             |        |
| Ret  | Juan Soler Bultó    | Montesa    | Ret             |        |
| Ret  | Romolo Ferri        | Morini     | Ret             |        |
| Ret  | Leslie Graham       | MV Agusta  | Ret             |        |
| Ret  | Anthonie Heinemann  | Eysink     | Ret             |        |
| Ret  | Erhard Krumpholz    | IFA        | Ret             |        |
| Ret  | Guido Sala          | MV Agusta  | Ret             |        |
| Ret  | José Llobet         | Montesa    | Ret             |        |